# 林乎加
林乎加（1916年12月5日—2018年9月13日），男，汉族，山东蓬萊人。中国共产党和中华人民共和国政治人物，高中学历。1936年参加中华民族解放先锋队，1937年12月参加革命工作，1938年2月加入中国共产党。

## 生平
1937年，林乎加参加山东人民抗日救国军第三军、八路军山东纵队，任政治部部长等职务。1940年任鲁南区、鲁中区党委宣传部部长，1943年任中共泰山地委书记兼军分区政治委员。1949年10月，中华人民共和国成立后，担任中共浙江省委常委、宣传部副部长、省委农工部副部长、省委宣传部部长、省委秘书长等职务。1955年8月，任中共浙江省委副书记、书记处书记。1967年，文化大革命期间遭到迫害。1972年至1977年，任国家计划委员会革委会副主任、党的核心小组成员。
1977年1月，任中共上海市委书记。1978年6月，任中共天津市委第一书记。1978年10月，任中共北京市委第一书记、北京市革命委员会主任（1979年12月任北京市人民政府市长）。
1981年2月，任农业部部长、党组书记。1982年5月，任农牧渔业部部长、党组书记。1983年6月至1988年4月，任农牧渔业部顾问。1988年4月至11月，任农业部顾问、国务院“3西”建设领导小组副组长。